# مؤسسة الملكة رانيا للتعليم والتنمية
مؤسسة الملكة رانيا للتعليم والتنمية هي مؤسسة أردنية اسستها الملكة رانيا العبدالله لتقوم بإنتاج واختزان الدراسات والأحداث حول قضايا التربية والتعليم سواء المحلية أو الإقليمية أو العالمية التي يمكن أن تسهم في إحداث تغيير إيجابي في التوجهات والمواقف الأكاديمية والعملية من التعليم ومدخلاته ومخرجاته والتحفيز على الإبداع، وذلك من خلال إنتاج وتعميم النشرات والمدونات والبيانات والتقارير وتسهيل وصول القارئ والمفكر والباحث إلى المعلومات كما إلى المستجدات في هذا الحقل.
وبالبناء على الأبحاث الميدانية والدراسات التي يتم اجراؤها وتجميعها، لتحديد الأولويات والفجوات والفرص التي تتيحها المستجدات على الساحة العالمية من أجل تطوير مبادرات جديدة. تعمل المؤسسة بمثابة حاضنة لبرامج خلاقة تعمل على سد الثغرات، ملتزمة بالأولويات الوطنية و بما يعكس رؤية الملكة رانيا العبدالله للإصلاح.

## المبادرات
لدى المؤسسة الكثير من المبادرات المحلية والدولية وأهمها:
- منصة إدراك وهي منصة إلكترونية عربية للتعليم المفتوح للمساقات الجماعية مفتوحة المصادر
- متحف الأطفال الأردن
- مؤسسة نهر الأردن
- الجمعية الملكية للتوعية الصحية
- مدرستي
- أكاديمية الملكة رانيا لتدريب المعلمين
- جائزة الملكة رانيا العبد الله للتميز التربوي
- مبادرة التعليم الأردني
- المجلس الوطني لشؤون الأسرة
- صندوق الأمان لمستقبل الأيتام

## روابط خارجية
- موقع مؤسسة الملكة رانيا للتعليم
- موقع الملكة رانيا العبد الله